# Gabriele Vacis
Gabriele Vacis (Settimo Torinese, 18 ottobre 1955) è un regista teatrale, drammaturgo, sceneggiatore e documentarista italiano.

## Biografia
Nel 1980 si laurea in Architettura al Politecnico di Torino.
Con gli stessi amici Lucio Diana, Adriana Zamboni, Antonia Spaliviero, Mario Agostinoni a cui si aggiungono Laura Curino, Roberto Tarasco e Mariella Fabbris, nel 1982 fonda il Laboratorio Teatro Settimo. I primi spettacoli, Citrosodina e Kanner puro diventano piccoli classici del teatro ragazzi.
Il primo spettacolo "adulto", Signorine, è un intreccio di storie di immigrazione.
Esercizi sulla tavola di Mendeleev, nel 1984, impone il teatro di Vacis al pubblico e alla critica nazionale ed internazionale. Nel 1985 Elementi di struttura del sentimento vince importanti premi e riconoscimenti, segnando il ritorno della narrazione a teatro. Nello stesso periodo Vacis lavora sulle relazioni tra teatro e urbanistica redigendo il Piano di Ambiente culturale per la città di Settimo Torinese, che prevede la pedonalizzazione del centro storico e il riutilizzo di vecchie fabbriche in spazi per la cultura. Negli anni ottanta promuove e dirige festival teatrali come Assedio e Viaggio in Italia. Nel 1988 inizia ad insegnare alla Scuola d'arte drammatica Paolo Grassi di Milano. (3)
Del 1989 è la sua prima regia lirica: L'alfiere opera contemporanea di Siegfried Matthus. (4) Dei primi anni novanta è la rivisitazione dei classici: La storia di Romeo e Giulietta da Shakespeare (1991) e Villeggiatura da Goldoni (1993), rivelano uno stile fondato sul racconto dei grandi testi piuttosto che sulla loro messinscena. Negli anni novanta, con Il racconto del Vajont (5) e gli spettacoli su Olivetti, Vacis è uno dei creatori del Teatro di narrazione. Il narratore senza orpelli, nello spazio vuoto, diventa fenomeno che influenza profondamente la comunicazione, dal teatro alla televisione, dal giornalismo alla politica.
Dopo essersi messo in scena in ’Totem, Vacis, nel 1999 conduce 42º parallelo, una serie di trasmissioni televisive dedicate alla letteratura del Novecento. (6)
Nel 1996 ha ricevuto il Premio per la Regia dall'Associazione Nazionale Critici di Teatro. Nel 2000 Fenicie, da Euripide, è il risultato di un lungo percorso pedagogico verso un teatro “compositivo”, in cui sono gli attori stessi ad improvvisare lo spettacolo. Il lavoro rivela anche La Schiera, tecnica di formazione e allenamento dell'attore fondata sull'ascolto ideata e usata da Vacis.
Nel 2002, dopo vent'anni, il Teatro Settimo viene acquisito dal Teatro Stabile di Torino. Vacis assume il ruolo di regista stabile.(7) La prima realizzazione, ’Domande a Dio diventerà ’Torino Spiritualità, festival annuale della città di Torino che richiama personalità e pubblico da tutto il mondo.
Tra il 2006 e il 2007 dirige grandi eventi come la Cerimonia Inaugurale delle Olimpiadi invernali di Torino. (8) Questi allestimenti urbani recuperano l'esperienza spettacolare dei primi spettacoli del Teatro Settimo, in particolare di Esercizi sulla tavola di Mendeleev.
Dal 2008 lavora alla fondazione del Teatro Regionale Alessandrino di cui è direttore artistico. (9)
Alla fine degli anni 2000 l'interesse di Vacis si rivolge al cinema e all'intreccio dei linguaggi a scopo pedagogico. Il docufilm Uno scampolo di paradiso vince il Premio della Giuria al Festival di Annecy. (10) Dal 2008 dirige il progetto TAM (Teatro e Arti Multimediali) con il Palestinian National Theatre a Gerusalemme e il progetto La paura Sicura che coniuga teatro, cinema e nuovi media.
Dal 2018 al 2021 è stato direttore della Scuola per attori del Teatro Stabile di Torino.

## Progetti
- "Progetto Città Laboratorio", Coordinamento delle attività educative e di animazione per la città di Settimo Torinese, 1980.
- "Il castello dei destini incrociati", spettacoli, allestimenti e seminari al Castello di Verres (Valle D'Aosta) 1982.
- "Assedio", Rassegna di spettacoli, performance e installazioni nelle città della cintura torinese. Regione Piemonte, 1983, 1984, 1985.
- "P.A.C. Piano di Ambiente Culturale", Piano Particolareggiato per il recupero di aree industriali dismesse a spazi culturali e definizione della viabilità e dell'uso delle aree pubbliche del centro storico della città di Settimo Torinese, 1984.
- "Viaggio in Italia", Rassegna che coordina fino a 14 festival estivi dal Trentino alla Sicilia. 1986, 1987, 1988 e 1989.
- Domande a Dio - Domande agli uomini. Spettacoli, letture e conferenze sulla spiritualità. Teatro Stabile Torino, 2002, 2003.
- Torino Spiritualità dal 2005.

### Regie per il Laboratorio Teatro Settimo
- Citrosodina, Sogni a 99 canali, 1980.
- Kanner Puro, 1982.
- Signorine, 1982.
- Esercizi sulla tavola di Mendeleev, 1984. Coproduzione Laboratorio Teatro Settimo / Festival di Santarcangelo. Presentato ai festival internazionali di Salisburgo, Madrid, Amburgo, Barcellona, Melbourne, ecc. Premio "Francesca Alinovi - Opera Prima".
- Elementi di struttura del sentimento, 1985. Da Le affinità elettive di Johann Wolfgang von Goethe. Premio Ubu / Premio Urbino Teatro-Orizzonti.
- Riso amaro, 1986. Coproduzione Laboratorio Teatro Settimo / C.R.T. Milano e Spoleto Festival/Melbourne. Premio "Wave", Copenaghen 1987.
- Nel Tempo tra le guerre, 1988. Coproduzione Laboratorio Teatro Settimo / Festival di Santarcangelo. Incanti dalle opere di Gabriel García Márquez, J. Guimaraes Rosa e J. L. Borges.
- Istinto Occidentale, 1988.dedicato a "Tenera è la notte" di Francis Scott Fitzgerald.
- Libera Nos, 1989. Suggestioni dalle opere di Luigi Meneghello.
- La Storia di Romeo e Giulietta, 1991. Da Shakespeare e dalle narrazioni italiane dal XIV al XX secolo. Coproduzione Laboratorio Teatro Settimo con TaorminaArte. Premio Ubu 1992.
- Sette a Tebe, 1992. Da Eschilo. Coproduzione Laboratorio Teatro Settimo con il Centro per la Ricerca e la Sperimentazione Teatrale di Pontedera e la Scuola d'Arte Drammatica “Paolo Grassi” di Milano.
- Dei liquori fatti in casa, 1993. Narrazione scritta con Beppe Rosso e Remo Rostagno, interpretata da Beppe Rosso.
- Trilogia della Villeggiatura. Smanie, avventure e ritorno, 1993. Dalle commedie di Carlo Goldoni. Coproduzione Laboratorio Teatro Settimo con Moby Dick - Regione Veneto per il Bicentenario goldoniano. Biglietto d'oro A.G.I.S. per la ricerca. Premio I.D.I. per la drammaturgia. Nomination premio Ubu per la regia.
- Novecento, 1994. Un monologo di Alessandro Baricco. Prodotto con AstiTeatro 16.
- Tartufo, 1995. Di Molière.
- Canto per Torino, 1995. Con Emma Dante, Paola Rota, Serena Sinigaglia, Domenico Castaldo. Promosso dalla Città di Torino e dalla Provincia di Torino.
- Uccelli, 1996. Da Aristofane Coproduzione Teatro Settimo / Festival dei Due Mondi di Spoleto.
- Canto per le Città, 1996. Prodotto in collaborazione con Città di Torino Assessorato per le Risorse Culturali e la Comunicazione, Festival di Ragusa e Mittelfest. Premio Orlando, Zagabria.
- Olivetti, 1996 di Laura Curino e Gabriele Vacis. Il testo dello spettacolo è pubblicato dalla Baldini & Castoldi, Collana Le Isole.
- Totem, 1997, Letture, suoni, lezioni, condotto e realizzato da Alessandro Baricco e Gabriele Vacis. Coproduzione Teatro Settimo / Scuola Holden. Lo spettacolo è stato trasmesso da RAIDUE in due serate, il 21 e 28 dicembre 1998
- Adriano Olivetti, 1998 di Laura Curino e Gabriele Vacis con Laura Curino, Mariella Fabbris, Lucilla Giagnoni. Lo spettacolo è stato trasmesso da RADIOTRE SUITE sabato 9 gennaio 1999 e da RAIDUE nel 2001.
- Cori, 1999 Progetto speciale in collaborazione con ETI / Ente Teatrale Italiano
- Un giorno di fuoco, 2000 Dal racconto di Beppe Fenoglio. Coproduzione Teatro Settimo / Teatro Sociale di Alba
- Fenicie, 2000. Da Euripide. Coproduzione Teatro Settimo / Teatro Stabile Torino. Sullo spettacolo Pit Formento ha realizzato un film documentario intitolato Ma come è cominciato tutto questo, trasmesso da LA7 nel 2007.
- Totem – Cuore di tenebra, 2000, condotto e realizzato da Gabriele Vacis, Alessandro Baricco e Roberto Tarasco. Dallo spettacolo è stato realizzato un TV-movie prodotto dalla “Harold cinematografica”, trasmesso il 26 febbraio 2002 nel corso di una “Serata Totem” da TELE+
- MacbethConcerto, con Laura Curino e Michele Di Mauro, 2002. Da Shakespeare.

### Attività pedagogiche
Gabriele Vacis insegna alla Scuola d'Arte Drammatica "Paolo Grassi" di Milano dal 1987 al 2004. Con gli allievi realizza il saggio "Festa nuziale",  tratto da un racconto di Francis Scott Fitzgerald.
La collaborazione di Vacis con la scuola milanese continuerà con la realizzazione di numerosi saggi, tra cui "La storia delle tre sorelle di Cechov", 1990; "Sette a Tebe", da Eschilo, 1992; "Il mondo salvato dai ragazzini", da Elsa Morante, 1994; "Le città invivibili" da Italo Calvino, 1995;  "Milano", 1996; Fenicie, 1997; Macbeth, 2001 e Esercizi su Romeo e Giulietta nel 2004.
Dal 1993 al 1996 è stato coordinatore del corso attori della Scuola d'arte drammatica "Paolo Grassi" di Milano e dal 2001 al 2004 ne ha diretto il corso di regia.
Insegna lettura e narrazione orale presso la Scuola Holden di Torino dalla fondazione, nel 1994.
Nel 2003 è stato professore a contratto di Storia del Teatro presso la Facoltà di Lettere e Filosofia dell'Università degli Studi di Torino.
Dal 2004 è professore a contratto di “Istituzioni di Regia” presso la Facoltà di Lettere e Filosofia dell'Università Cattolica del Sacro Cuore di Milano.
Nel 2001 ha tenuto un corso su “Mettere in scena Antigone” presso l'Accademia Nazionale di Tirana (Albania)
Dal 2008 dirige il progetto TAM (Teatro e Arti Multimediali), promosso dalla Cooperazione Internazionale del Ministero degli Esteri per l'istitituzione di una Scuola di Teatro e Arti Multimediali al Palestinian National Theatre di Gerusalemme.
Ha tenuto conferenze e seminari presso istituzioni culturali e Università di Torino, Bologna, Milano, Urbino, Napoli, Roma, Cagliari, Madrid, Melbourne, Barcellona, Stoccolma, Parigi, Tirana.
Nel 2012 ha insegnato presso l'Accademia Teatrale ITACA.

### Opere liriche
1989: La ballata d'amore e di morte dell'alfiere Christopher Rilke di Siegfried Matthus,
prodotta dal Laboratorio Lirico di Alessandria.
1993: Pamela nubile e Pamela maritata, dirette da Peter Maag per il Teatro Comunale di Treviso;
1994: Lucia di Lammermoor, di G. Donizetti per L'Ente Lirico Arena di Verona;
1995: Macchinario, opera da camera di Nicola Campogrande, testo di Dario Voltolini per il Teatro Rossini di Lugo di Romagna
1997: Messaggi e bottiglie, melologo, musiche di Nicola Campogrande, testi scelti da
Dario Voltolini, Torino, Biennale dei Giovani Artisti dell'Europa e del Mediterraneo.
1998: I cavalieri di Ekebù, opera di R. Zandonai, per il Wexford Opera Festival-Irlanda
1999: Lenz di Wolgfang Rhim, per il Teatro Comunale di Firenze.
2002: María de Buenos Aires di Astor Piazzolla per il Teatro Comunale di Bologna e il RavennaFestival.
2005: Manon Lescaut di Giacomo Puccini per la Fondazione Petruzzelli di Bari.

### Teatro di narrazione
Gabriele Vacis è autore con Marco Paolini degli spettacoli:
Adriatico, 1987
Liberi tutti, 1991,
Il racconto del Vajont, 1994. Premio UBU 1995 per il Teatro Civile, Premio I.D.I. 1996, Premio A. Fava 1996.
È autore con Laura Curino e Roberto Tarasco di Stabat Mater, 1989.
Premio Fringe Festival di Edimburgo 1991.
E di Passione, narrazione su infanzia e periferia. 1993.

### Radio e televisione
Gabriele Vacis ha curato, con Felice Cappa, la trasmissione televisiva Serata Vajont, tratta dallo spettacolo Il racconto del Vajont, trasmessa in diretta su RAIDUE dalla diga di Longarone la sera del 9 ottobre 1997.
Lo spettacolo ha ricevuto tre premi Oscar della televisione” 1997.
Nel 1997 realizza per RADIOTRE la riduzione radiofonica di Le intellettuali, di Molière, con Ottavia Piccolo e di "La cimice", di Majakovskij con Vittorio Franceschi.
La regia televisiva di Olivetti. Alle radici di un sogno, dallo spettacolo scritto con Laura Curino. La trasmissione televisiva è andata in onda su RAIDUE il 31 ottobre 1998.
Nel 1999 per RAI Educational ha realizzato, con Maria Pia Ammirati, e condotto 42º Parallelo. 36 puntate trasmesse da RAIUNO nel 2000 e replicato da RAITRE nell'autunno dello stesso anno.
Nel 2001 ha collaborato a  Babele con Corrado Augias, Rai Educational.
Nel 2007 ha curato la regia di Luoghi non comuni Sceneggiato radiofonico in cinquanta puntate trasmesso da RADIODUE RAI.
Nel 2004 ha scritto, con Laura Curino, e diretto Il conte Aigor, racconto televisivo trasmesso da RAITRE nella trasmissione Report, condotta da Milena Gabanelli.

### Regie per il Teatro Stabile di Torino
- Domande a Dio, domande agli uomini, da Nathan il Saggio, di G. E. Lessing, 2002.
- Vocazione/Set, tratto dal Wilhelm Meister di J. W. Goethe. 2004. Dallo spettacolo, Pit Formento ha tratto il film documentario in cinque puntate "Vocazione/set Teatro del diventare grandi secondo Wilhelm Meister", trasmesso da LA7 nel 2006
- Romeo and Juliet, 2005, di W. Shakespeare, nella traduzione originale di Marco Ponti, con Jurij Ferrini.
- R&J Links, 2005 da W. Shakespeare, risultato di un laboratorio condotto nel corso del 2005 con più di quaranta laboratori teatrali delle scuole superiori torinesi.
- Martirio, 2005, da I dialoghi delle Carmelitane di G. Bernanos, con Lella Costa.
- Libera Nos, 2005, coprodotto con ITC, Dall'opera letteraria di Luigi Meneghello. Con Natalino Balasso.
- Il signore del cane nero, 2010, coprodotto con il Piccolo Teatro di Milano. Con Laura Curino.
- Cuore/Tenebra da Edmondo De Amicis e Joseph Conrad, 2018, risultato di un laboratorio condotto nel corso del 2018 con diversi laboratori teatrali delle scuole superiori torinesi.
- Risveglio di primavera da Frank Wedekind. 2021. Con i neodiplomati della Scuola del Teatro Stabile di Torino. Produzione Teatro Stabile di Torino - Teatro Nazionale.
- Antigone e i suoi frateli da Sofocle. 2023. Con gli attori della compagnia PEM - PotenzialiEvocatiMultimediali. Produzione Teatro Stabile di Torino - Teatro Nazionale.

### Grandi eventi
Segmenti iniziali della CERIMONIA INAUGURALE dei XX GIOCHI OLIMPICI INVERNALI di Torino 2006.
Trasmessa in mondovisione da Torino, Stadio Comunale, 10 febbraio 2006.
BOOKSTOCK
Rave letterario / Evento di apertura di Torino Capitale Mondiale del Libro.
Torino PalaIsozaki. Maggio 2006.
Spettacolo di presentazione della Nuova Fiat 500
Welcome bambina
Trasmesso in diretta da Canale5, dai Murazzi del Po. Torino, 4 luglio 2007.

### Regie per il Teatro Regionale Alessandrino
SynagoSyty, Storia di un italiano. 2007. Con Aram Kian.
Viaggiatori di Pianura, tre storie d'acqua. 2008. Con Natalino Balasso e Laura Curino.
Nel Febbraio 2009 inaugura il rinnovato Teatro Carignano di Torino con Zio Vanja da Anton Čechov
Coproduzione Teatro Stabile Torino / Teatro Regionale Alessandrino.
Crociate, 2010. Con Valerio Binasco. Coproduzione Teatro Regionale Alessandrino / Spoleto Festival
Rusteghi. I nemici della civiltà. Da I rusteghi di Carlo Goldoni. Adattamento di Natalino Balasso. Coproduzione Teatro Regionale Alessandrino / Teatro Stabile Torino.

### Altre regie di Gabriele Vacis
- Le quattro stagioni da Vivaldi, 1995. Con la Banda Osiris. Produzione Dadaumpa.
- Stanca di guerra, 1996. Con Lella Costa. Prodotto da I.R.M.A.
- La rosa tatuata, di Tennessee Williams. 1996. Con Valeria Moriconi e Massimo Venturiello. Produzione TEE Teatro Stabile delle Marche.
- Un'altra storia, 1998. Con Lella Costa.Produzione I.R.M.A.
- Precise Parole, 1999. Con Lella Costa. Produzione I.R.M.A.
- Traviata, 2002. Con Lella Costa. Produzione I.R.M.A. Trasmesso da RAIDUE nel 2005, per la regia televisiva di Felice Cappa.
- Novecento, 2003. Di Alessandro Baricco, con Arnoldo Foà. Trasmesso in diretta da Tele+ dal Parco della Musica a Roma, per la regia televisiva di Marco Ponti.
- Voti a perdere, 2004. Con Enrico Bertolino. Produzione ITC2000 / Beppe Caschetto.
- Controtempo, di Christian Simeon. 2006. Con Francesca Reggiani. Produzione Teatro Ambra Jovinelli di Roma.
- La Canzone di Nanda. 2009. Con Giulio Casale. Produzione AGD / Paolo Guerra.
- Le Molli. Divertimento alle spalle di Joyce da James Joyce. 2022. Ivrea Summer Festival
- Prometeo da Eschilo. 2022. Con gli attori della compagnia PEM - PotenzialiEvocatiMultimediali. Produzione CMC/Nidodiragno e Teatro Comunale di Vicenza.
- Un giorno di fuoco di Beppe Fenoglio. 2023. Produzione A.C.T.I. Teatri indipendenti in collaborazione con Produzioni Fuorivia e Centro Studi Beppe Fenoglio.

### Film e documentari
Tu come te lo vedi Dio?
2006. Presentato a Torino Spiritualità.
Prodotto da “Torino Spiritualità”.
Uno scampolo di paradiso.
2008. Presentato al Torino Film Festival.
Premio speciale della giuria al festival Euganea Movie 2009.
Premio speciale della giuria al festival di Annecy 2009.
La paura siCura
2010. presentato a Roma, Casa del Cinema.
Prodotto da Forum Italiano per la Sicurezza Urbana e InTeatro Polverigi.
Dal 1998 Gabriele Vacis collabora al settimanale Torino Sette e al quotidiano La Stampa.
Inoltre ha curato traduzioni ed adattamenti teatrali, pubblicazioni, saggi.
È autore con Marco Paolini de Il racconto del Vajont, 1997. Garzanti.
Con Laura Curino di Olivetti – Camillo alle radici di un sogno,  1998. Baldini&Castoldi.
Con Laura Curino e Roberto Tarasco di Passione,  1998. Interlinea Edizioni.
Con Alessandro Baricco Totem – Letture, suoni, Lezioni. 1999. Fandango.
È autore di AWARENESS – Dieci giorni con Jerzy Grotowski. 2002. Rizzoli.
Il corpo in scena,  edizioni TORINO 2006